# Младек, Иван
И́ван Мла́дек (чеш. Ivan Mládek; род. 7 февраля 1942 года, Прага, Протекторат Богемии и Моравии) — чехословацкий и чешский автор песен, композитор, музыкант-мультиинструменталист, художник, комедийный артист и писатель.

## Общие сведения
Родился в Праге, где провёл большую часть детства. Его отец, адвокат и художник, учил его рисованию, однако юный Иван с ранних лет отдавал предпочтение музыке и в 1966 году основал ныне знаменитую «Banjo Band» («Бэнджо Бэнд»). В 1968 году Младек эмигрировал во Францию, где пытался продолжить занятия музыкой, однако вскоре вернулся в Чехословакию. Прославился как музыкант во второй половине 1970-х. К 2007 году он написал более 400 песен. Также в 1980-х годах он получил широкую известность как комедийный артист и писатель. Его первый юмористический рассказ был опубликован в 1980 году в журнале «Молодой мир» («Mladý Svět»). За эти годы Младек опубликовал восемь книг с рассказами.
Супругу Младека зовут Ева (Eva), у них есть сын Штепан (Štěpán).

## Музыка
- Йожин з бажин
- чеш. Linda
- чеш. Jez
- чеш. Prachovské Skály
- чеш. Nu Nu Nu
- чеш. Švadlenka Madlenka
- чеш. Neopatrný křeček
- чеш. Zkratky
- чеш. Medvědi nevědí
- чеш. Dáša Nováková
- чеш. 14 kubíků
- чеш. Švagr má bagr
- чеш. Hledám děvče na neděli
- чеш. Brno je zlatá loď
- чеш. Láďa jede lodí